# 勒帕基耶
勒帕基耶（法語：Le Pâquier，法語發音：[lə pakje]）是瑞士弗里堡州的一个市镇，位於該國西部，處於比勒以南3公里，面積4.49平方公里，海拔高度747米，截至2018年12月31日总人口为1,344人。